# Quintus Nonienus Pudens
Quintus Nonienus Pudens war ein römischer Toreut (Metallbearbeiter), der im 1. Jahrhundert tätig war.
Quintus Nonienus Pudens ist von einer Signatur auf einer Schwertscheide bekannt, die 1904 bei Ausgrabungen des Vicus von Argentoratum im heutigen Straßburger Stadtteil Koenigshoffen gefunden wurde. Die Inschrift auf der Scheide lautet „Q(uintus) Nonienus Pudes ad Ara f(ecit)“. Die Angabe des Herstellungsortes „ad Ara“ ist unsicher. Sie wird entweder auf das römische Heiligtum Ara Ubiorum in der Colonia Claudia Ara Agrippinensium, dem heutigen Köln, oder auf das Heiligtum Ara trium Galliarum bei Lugdumum, dem heutigen Lyon, bezogen.
Die Scheide wird im Musée archéologique de Strasbourg aufbewahrt. Ihre Hauptfläche zeigt ein Blitzbündel, das Hauptattribut des römischen Gottes Iuppiter. 